# Coby White
Alec Jacoby "Coby" White (ur. 16 lutego 2000 w Goldsboro) – amerykański koszykarz, występujący na pozycji rozgrywającego, obecnie zawodnik Chicago Bulls.
W 2018 wystąpił w meczach gwiazd amerykańskich szkół średnich – Jordan Brand Classic i McDonald's All-American. Został też wybrany najlepszym zawodnikiem szkół średnich stanu Karolina Północna (North Carolina Mr. Basketball, North Carolina Gatorade Player of the Year - także w 2017).

## Osiągnięcia
Stan na 10 lipca 2021, na podstawie, o ile nie zaznaczono inaczej.
NCAA
- Uczestnik rozgrywek Sweet 16 turnieju NCAA (2019)
- Mistrz sezonu regularnego konferencji Atlantic Coast (ACC – 2019)
- Zaliczony do:
  - I składu najlepszych pierwszorocznych zawodników ACC (2019)
  - II składu:
    - ACC (2019)
    - turnieju ACC (2019)

  - składu honorable mention All-American (2019 przez Associated Press)
- MVP kolejki ACC (4.03.2019)

NBA
- Zaliczony do II składu debiutantów NBA (2020)[4]

Reprezentacja
- Mistrz Ameryki U–18 (2018)
- Zaliczony do I składu mistrzostw Ameryki U–18 (2018)